# Transporte ferroviário na Bósnia e Herzegovina

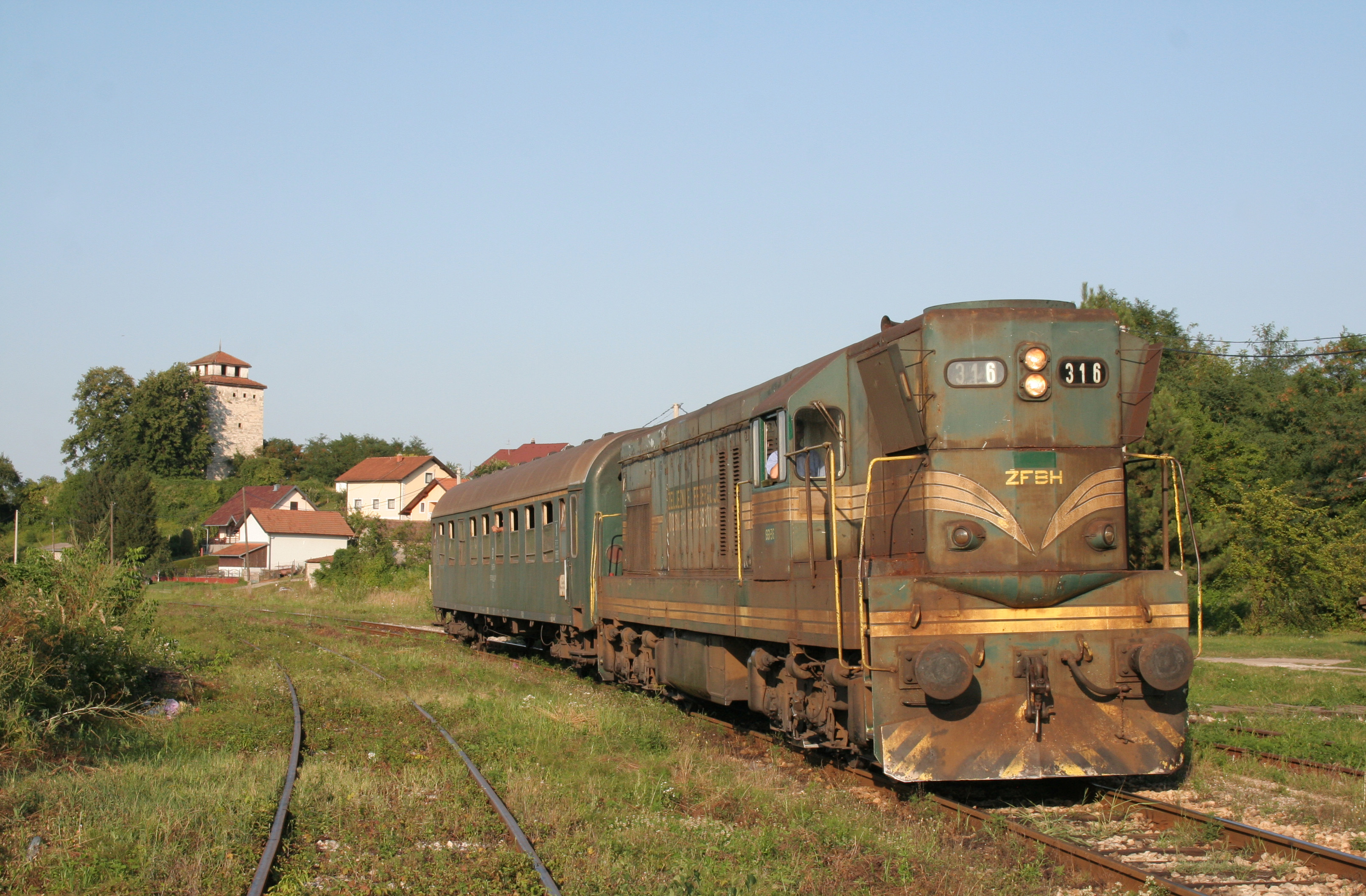
Tracionada pela locomoitiva EMD G16 da Željeznice Federacije Bosne i Hercegovine (ŽFBH) entre Brčko and Tuzla.

O transporte ferroviário da Bósnia e Herzegovina é sucessor da Yugoslav Railways (tendo herdado suas ferrovias e material rodante no território bósnio), após a indepedência do país em 1992. Com uma extensão de 1103 km (onde 1021 são operacionais) de bitola internacional sua rede ferroviária foi dividida pelo Acordo de Dayton e é operada por duas empresas:
-Željeznice Federacije Bosne i Hercegovine- ŽFBH (Estrada de ferro da federação Bósnia e Herzegovina) com 584 km sendo 259 eletrificados (25KV a 50Hz). Seu código UIC é 50.
-Željeznice Republike Srpske ŽRS (Estrada de ferro da República Sérvia) com 551 km dos quais 536 km são eletrificados. Seu código UIC é 44.
A rede ferroviária bósnia foi muito mais extensa nos anos 70 quando ainda fazia parte da Yugoslav Railways porém diversos trechos foram erradicados durante as décadas de 80 e 90, principalmente na época da Guerra da Bósnia (1992-1995).

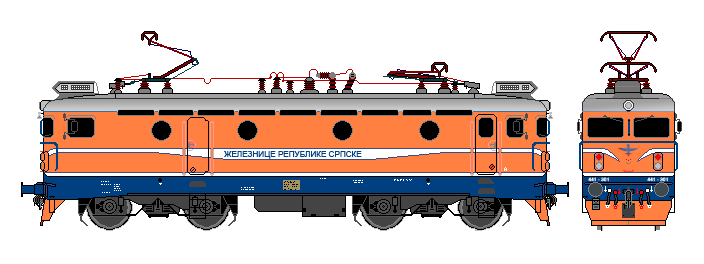
Locomotiva elétrica da série 441 ŽRS
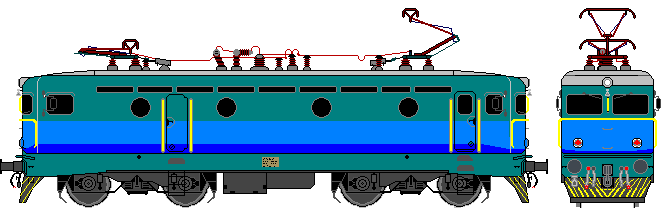
Locomotiva elétrica da série 1141 da ŽFBIH
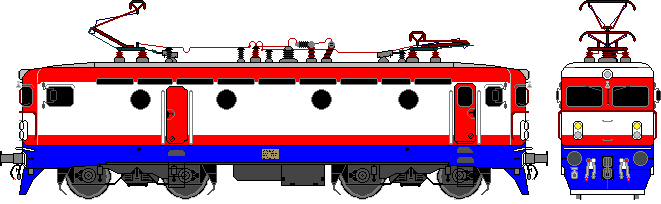
Locomotiva elétrica da série 441 da ŽFBIH